# Marazuela
Marazuela is een gemeente in de Spaanse provincie Segovia in de regio Castilië en León met een oppervlakte van 15,35 km². Marazuela telt 54 inwoners (1 januari 2016).

## Demografische ontwikkeling
Bron: INE, 1857-2011: volkstellingen